# Superalmacén
Superalmacén virtual de la Economía Social y Solidaria es una plataforma web creada con el objetivo de fortalecer la economía social de la provincia de San Juan. Es un espacio intermediario entre los feriantes y el público, para que estos puedan ofrecer sus productos o servicios dentro de la economía social.

## Historia
Su lanzamiento fue el 20 de mayo de 2020. La pandemia del COVID 19 imposibilitó que las y los feriantes pudieran intercambiar su producción en la Feria Ramos Generales como en tantas otras de la provincia. Es por ello, que desde la Secretaría de Extensión Universitaria de la UNSJ nace este proyecto el cual busca el empoderamiento de los actores de la economía social y solidaria, en plena pandemia y postpandemia. Dicho lanzamiento fue posible gracias al apoyo del Ministerio de Desarrollo Humano y Promoción Social de la provincia.